# Museu etnològic de Vila-real
El Museu Etnològic Municipal de Vila-real (Província de Castelló) està situat al paratge de l'ermita de la Mare de Déu de Gràcia, situat a dos quilòmetres de la població, i en un promontori a la vora del riu Millars.
L'escala d'accés al museu s'inicia en una sala abovedada que pot presumir-se com l'espai de la primitiva ermita. Tot el recinte està decorat amb sòcols de taulells renaixentistes i barrocs, procedents del palau dels Cucaló de Montull, que es va alçar al centre urbà de Vila-real fins a mitjan segle xx.
El Museu Etnològic Municipal, instal·lat a l'ermita després de la restauració de l'edifici en 1986, consta de sales d'etnologia, en les quals es reuneix una àmplia exposició d'eines i utensilis de la cultura popular de la localitat. Dues sales menors reprodueixen ambients de la vida a la llar i, una àmplia vitrina mostra una singular col·lecció de peces de roba de diferents èpoques. En una segona sala es mostra la història econòmica de la Plana a través de la ceràmica. Estant present en ella una interessant col·lecció de taulells gòtics i de ceràmica, de manera que abasta des del Neolític fins al segle xix. Es completa el Museu Etnològic amb una sala rehabilitada al cor de l'ermitori dedicada a l'etnologia religiosa popular.